# Sabino Barinaga
Sabino Barinaga Alberdi (Durango, 15 agosto 1922 – Madrid, 19 marzo 1988) è stato un calciatore e allenatore di calcio spagnolo, di ruolo attaccante.

## Caratteristiche tecniche
Era un attaccante con grande senso del gol. Poteva giocare in svariate posizioni in tutto il campo, tanto che fu impiegato anche come difensore.

## Carriera

### Giocatore
Nel 1936, mentre in Spagna si combatteva la guerra civile, i suoi genitori lo iscrissero in un collegio in Inghilterra, a Southampton. Qui venne notato da un dirigente del Southampton, che gli fece firmare un contratto. Il Southampton militava nella seconda divisione inglese, ma Barinaga giocò con la squadra delle riserve, segnando 62 gol in 13 partite. Disputò solo metà stagione, perché tornò in Spagna con l'inizio della seconda guerra mondiale.
Tornato a Bilbao, sostenne un provino con l'Athletic Bilbao ma rifiutò l'offerta della squadra basca, preferendo firmare con il Real Madrid, che gli offrì sessantamila pesetas, più uno stipendio di 600 pesetas ogni anno. Esordì in Primera División non ancora maggiorenne, allenato da Francisco Bru, il 28 aprile 1940 proprio contro l'Athletic Club (che vinse per 3-1).
Nella stagione 1940-1941, realizzò 8 reti in 16 partite. Nella stagione successiva collezionò solo due presenze. Non facendo parte dei titolari, venne ceduto viene ceduto in prestito annuale al Real Valladolid, con cui disputò la Segunda División 1942-1943.
Tornò al Real Madrid e riacquistò la titolarità con Ramón Encinas in panchina, segnando 20 gol in 24 partite, tra cui due triplette contro il Siviglia e il Sabadell. Il 13 giugno del 1943, nel derby contro il Barcellona, nella semifinale di ritorno della Coppa di Spagna, Barinega segnò 4 reti nella vittoria della sua squadra per 11-1.
Nella stagione successiva segnò 18 in 24 partite, arrivando secondo nella classifica marcatori dietro a Telmo Zarra, con 20 gol.
Successivamente, vinse due Coppe di Spagna consecutive e la Coppa Eva Duarte nel 1947.
Il 14 dicembre 1947, nella partita inaugurale dello Nuovo Stadio Chamartin (l'odierno Santiago Bernabéu), in cui il Real Madrid affrontò il Belenenses, Barinaga segnò il primo gol della storia dell'impianto madrileno.
Rimase al Real Madrid per altre tre stagioni, fino al 1950, quando si trasferì alla Real Sociedad. In totale con la squadra di Madrid aveva collezionato 93 gol in 182 partite.
Con la squadra di San Sebastián, giocò quattro campionati in Primera División , prima di chiudere la carriera, all'età di 32 anni, con gli andalusi del Real Betis, nella stagione 1945-1955, in Segunda División.

### Allenatore
Dopo il ritiro da giocatore al Betis, restò nella squadra di Siviglia iniziando la carriera da allenatore.
Successivamente allenò diverse squadre spagnole, il América in Messico, e FAR Rabat e la nazionale del Marocco.
Morì a Madrid nel 1988, all'età di 66 anni, a causa di problemi cardiaci.

## Palmarès

### Giocatore
- Coppa di Spagna: 2

Real Madrid: 1946, 1947
- Coppa Eva Duarte: 1

Real Madrid: 1947

### allenatore
- Coupe du Trône: 1

FAR Rabat: 1971